# White Elephant
Pour plus de détails, voir Fiche technique et Distribution.
White Elephant, ou Témoin en péril au Québec, est un film américain réalisé par Jesse V. Johnson, sorti en 2022.

## Synopsis
Ancien Marine devenu tueur à gages pour la Mafia, Gabriel Tancredi (Michael Rooker) est chargé par son ami et commanditaire, le mafieux Arnold Solomon (Bruce Willis), d'éliminer deux témoins gênants, une policière, Vanessa Flynn (Olga Kurylenko), et son coéquipier qui ont assisté à une transaction qui s'est mal terminée. Partagé entre sa conscience et son code d'honneur, Tancredi décide de s'opposer à Solomon et de protéger Flynn contre ses hommes de main.

## Fiche technique
Sauf indication contraire, les informations mentionnées dans cette section peuvent être confirmées par la base de données cinématographiques IMDb,  présente dans la section « Liens externes ».
- Titre original et français : White Elephant
- Réalisation : Jesse V. Johnson (en)
- Scénario : Jesse V. Johnson et Erik Martinez, avec la participation de Katharine Lee McEwan pour les dialogues
- Musique : Sean Murray
- Direction artistique : Cory Alan Cooper
- Décors : Ryan Kaercher
- Costumes : Angie Wilde et Genna Yussman
- Photographie : Jonathan Hall
- Montage : Matthew Lorentz
- Production : Corey Large

Coproducteur : Mandi Murro
- Sociétés de production : 308 Enterprises, BondIt Media Capital, Buffalo 8 Productions, Yale Productions, The Melanie Group et The Exchange
- Sociétés de distribution : RLJE Films (États-Unis, cinéma), AMC+ (États-Unis, VOD), AB Video (France)
- Budget : n/a
- Pays de production :  États-Unis
- Langue originale : anglais
- Format : couleur
- Genre : action
- Durée : 92 minutes
- Dates de sortie[1] :
  - États-Unis : 3 juin 2022 (sortie limitée en salles et VOD)
  - France : 22 février 2023 (en DVD)

## Distribution
- Michael Rooker (VF : Lionel Tua ; VQ : Louis-Philippe Dandenault) : Gabriel Tancredi, veuf, ex-marine, tueur à gages
- Bruce Willis (VF : Stefan Godin ; VQ : Thiéry Dubé) : Arnold Solomon, mafieux, employeur et ami de Gabriel
- Olga Kurylenko (VF : Angèle Humeau ; VQ : Annie Girard) : Vanessa Flynn, policière
- John Malkovich (VF : Edgar Givry ; VQ : Sylvain Hétu) : Glen Follett, avocat conseiller d'Arnold
- Vadhir Derbez (en) (VF : Pascal Nowak ; VQ : Renaud Paradis) : Carlos Garcia
- Josef Cannon : Jim
- Lauren Buglioli (VF : Marie Zidi ; VQ : Mélanie Laberge) : Tomi
- Lorenzo Antonucci : K.I.M
- Louie Ski Carr (VF : Gunther Germain) : Luis Velasquez
- Michael Rose (VF : Philippe Vincent ; VQ : Normand D'Amour) : Walter Koschek
- Chris Cleveland (VF : Fabien Jacquelin ; VQ : Frédérik Zacharek) : Daley
- Marcus Lewis (VQ : Fayolle Jean Jr.) : Big Mike

 Source et légende : version française (VF) sur RS Doublage

## Production

### Tournage
Le tournage débute en avril 2021 et a lieu dans l’État de Géorgie. Les prises de vues ont notamment lieu à Tifton ainsi qu'à Rochester dans l'État de New York.
C'est l'un des derniers films tournés par Bruce Willis, avant sa retraite en raison de son aphasie. Le réalisateur Jesse V. Johnson, qui avait notamment travaillé sur les cascades de Code Mercury (1998) a déclaré « il était clair qu'il n'était pas le Bruce dont je me souvenais ». Sur une suggestion de Stephen J. Eads, l'assistant de Bruce Willis, les scènes de dialogues de l'acteur sont enregistrées plus rapidement. Plusieurs membres de l'équipe rapportent que l'acteur avait l'air perdu et confus sur le plateau. L'un d'eux déclare : « C'était moins gênant et plus du genre : “Comment ne pas donner une mauvaise image de Bruce ?”. Quelqu'un lui donnait une réplique et il ne comprenait pas ce que cela signifiait. Il était juste manipulé comme une marionnette ». Superviseur de la production, Terri Martin déclare quant à lui « Il avait juste l'air tellement perdu, et il disait : “Je ferai de mon mieux”. Il a toujours fait de son mieux. »

## Sortie
White Elephant connait une sortie limitée dans quelques salles américaines (distribué par RLJE Films) le 3 juin 2022 et est disponible le même jour en VàD sur AMC+.